# La montaña del Dios Caníbal
La montaña del Dios Caníbal (en italiano La montagna del dio cannibale, en inglés The Mountain of the Cannibal God), es una controvertida película de terror italiana de 1978 dirigida por Sergio Martino. Rodada en Sri Lanka, cuenta cómo un grupo encabezado por una mujer va a la selva de Nueva Guinea en busca de un explorador perdido, marido de la mujer. Protagonizada por Ursula Andress, Stacy Keach, Claudio Cassinelli y Antonio Marsina, ha generado mucha controversia debido a sus abundantes escenas de gore y violencia explícita.

## Trama
Susan Stevenson (Ursula Andress) intenta encontrar a su marido, el desaparecido antropólogo Henry Stevenson, en las selvas de Nueva Guinea. Ella y su hermano Arthur (Antonio Marsina) contratan los servicios del profesor Edward Foster (Stacy Keach), quien piensa que su marido podría haber ido a la montaña Ra Ra Me, que se encuentra justo frente a la costa de la isla de Roka.
Los lugareños creen que la montaña está maldita, y las autoridades no permitirán expediciones allí. Por ello, los exploradores llegan a la isla de incógnito tras cruzar la selva. Con el tiempo llegan a la isla, y después de algunos roces contra algunas hostiles anacondas, caimanes y tarántulas, se encuentran con otro explorador de la jungla llamado Manolo (Claudio Cassinelli), que está alojado en una aldea de misioneros, y está de acuerdo en unirse a ellos en su expedición.
Las cosas se complican cuando resulta que cada uno de ellos tiene sus propias razones particulares para llegar a la isla, y el encontrar el marido de Susan no forma parte de ninguna de ellas. Susan y Arthur en secreto han estado buscando depósitos de uranio. Foster revela que él había estado en la isla unos años antes y fue tomado prisionero por una tribu de caníbales primitivos y que si ha vuelto allí es solo para ver si aún existen y acabar con ellos. Sin embargo, un herido Foster muere al resbalar por una cascada.
Al llegar a la montaña, Arthur es asesinado por los caníbales y Manolo y Susan son capturados y llevados a su campamento. Allí descubren que los salvajes adoran los restos del marido de Susan, ya que pueden escuchar el tic tac de su contador Geiger y creen que es su corazón aún latiendo. Adoran a Henry como su Dios Caníbal y encuentran una foto de él y Susan, descubriendo que era la mujer de Henry. Como resultado, Susan se salva y los caníbales celebran festín de carne humana con los restos de Arthur y de reptiles. Susan es desnudada, atada y ungida con una crema de naranja por dos chicas nativas. Susan es adorada como una Diosa Caníbal al probar y comer la carne de Arthur. Manolo es atado y torturado, mientras que los demás son devorados. Uno de los caníbales intenta tener coito con Susan mientras nadie mira, pero es atrapado y castrado como castigo. Manolo y Susan finalmente escapan, habiendo soportado la dura prueba.

## Reparto
- Ursula Andress, como Susan Stevenson.
- Stacy Keach, como el profesor Edward Foster.
- Claudio Cassinelli, como Manolo.
- Antonio Marsina, como Arthur.
- Franco Fantasia, como Padre Moses.
- Claudia Rocchi, como Sura.

## Recepción y violencia
La versión sin censura europea muestra escenas de violencia contra los animales, que incluyen un lagarto monitor desollado vivo y un mono vivo siendo devorado por una serpiente pitón. El director Sergio Martino admitió que si incluyó esas escenas fue solo porque la distribuidora insistió en ello. Además la versión extendida de la película cuenta con escenas explícitas de una masturbación de una nativa y una escena de sexo simulado entre un miembro de la tribu y un cerdo salvaje.
La revisión de AllMovie de la película fue negativa, calificándola como «una película gráfica y desagradable con muchas imágenes nocivas: violencia gratuita, atrocidades en contra de los animales y una actitud imperialista contra los pueblos desfavorecidos».